# Petrosia ficiformis
Petrosia ficiformis (Poiret, 1789) è una spugna della famiglia Petrosiidae (Demospongiae, Haplosclerida).

## Descrizione
Dà vita a colonie di varia forma, talora a piastre, talora con ramificazioni irregolari confluenti.
 La superficie è ruvida al tatto. Gli osculi misurano 3–5 mm di diametro e presentano un collaretto rilevato. La consistenza è particolarmente compatta.
Il colore va dal viola al marrone nelle aree illuminate, dal rosa al bianco sporco in quelle ombreggiate.

## Distribuzione e habitat
Comune nel Mar Mediterraneo, è segnalata anche nell'Atlantico orientale.
Predilige i substrati rocciosi, da pochi metri sino a 100 m di profondità.

## Ecologia
Al pari di altre spugne, ha rapporti simbiotici con cianobatteri fotosintetici, alla cui presenza si devono le variazioni di colore nei tessuti superficiali nelle diverse condizioni di illuminazione.
P. ficiformis è l'habitat preferenziale del mollusco nudibranco Peltodoris atromaculata, che di essa si nutre.